# Christensonella nardoides
Christensonella nardoides är en orkidéart som först beskrevs av Friedrich Fritz Wilhelm Ludwig Kraenzlin, och fick sitt nu gällande namn av Szlach., Mytnik, Górniak och Smiszek. Christensonella nardoides ingår i släktet Christensonella och familjen orkidéer. Inga underarter finns listade i Catalogue of Life.